# Festival di Cannes 2010
La 63ª edizione del Festival di Cannes si è svolta a Cannes dal 12 al 23 maggio 2010.
Il festival si è aperto con la proiezione in anteprima mondiale del film Robin Hood di Ridley Scott e si è chiuso con quella di L'albero di Julie Bertucelli.
La giuria presieduta dal regista statunitense Tim Burton ha assegnato la Palma d'oro per il miglior film a Lo zio Boonmee che si ricorda le vite precedenti di Apichatpong Weerasethakul.
La madrina della manifestazione è stata l'attrice britannica Kristin Scott Thomas, che aveva già ricoperto questo ruolo nell'edizione del 1999.

## Selezione ufficiale

### Concorso
- Tournée, regia di Mathieu Amalric (Francia)
- Uomini di Dio (Des hommes et des dieux), regia di Xavier Beauvois (Francia)
- Uomini senza legge (Hors-la-loi), regia di Rachid Bouchareb (Francia/Algeria/Belgio)
- Biutiful, regia di Alejandro González Iñárritu (Messico/Spagna)
- Un homme qui crie, regia di Mahamat-Saleh Haroun (Francia/Belgio/Ciad)
- The Housemaid, regia di Im Sang-soo (Corea del Sud)
- Copia conforme, regia di Abbas Kiarostami (Italia/Iran/Francia)
- Outrage, regia di Takeshi Kitano (Giappone)
- Poetry, regia di Lee Chang-dong (Corea del Sud)
- Another Year, regia di Mike Leigh (Regno Unito)
- Fair Game - Caccia alla spia (Fair Game), regia di Doug Liman (USA)
- L'altra verità (Route Irish), regia di Ken Loach (Regno Unito/Francia)
- Sčast'e moë, regia di Sergei Loznitsa (Germania/Ucraina)
- La nostra vita, regia di Daniele Luchetti (Italia)
- Il sole ingannatore 2 (Utomlyonnye solntsem 2), regia di Nikita Mikhalkov (Germania/Francia/Russia)
- Szelíd teremtés: A Frankenstein-terv, regia di Kornél Mundruczó (Ungheria, Germania, Austria)
- La princesse de Montpensier, regia di Bertrand Tavernier (Francia/Germania)
- Lo zio Boonmee che si ricorda le vite precedenti (lingua thai: ลุงบุญมีระลึกชาติ, RTGS: Loong Boonmee raleuk chat), regia di Apichatpong Weerasethakul (Thailandia/Spagna/Germania/Gran Bretagna/Francia)
- Chongqing Blues (Rizhao Chongqing), regia di Wang Xiaoshuai (Cina)

### Fuori concorso
- Incontrerai l'uomo dei tuoi sogni (You Will Meet a Tall Dark Stranger), regia di Woody Allen (USA)
- Carlos, regia di Olivier Assayas (Francia)
- L'albero (L'arbre), regia di Julie Bertuccelli (Francia/Australia)
- Tamara Drewe - Tradimenti all'inglese (Tamara Drewe), regia di Stephen Frears (Regno Unito)
- Robin Hood, regia di Ridley Scott (USA) - film di apertura
- Wall Street - Il denaro non dorme mai, regia di Oliver Stone (USA)
- Nicolae Ceausescu: un'autobiografia (Autobiografia lui Nicolae Ceausescu), regia di Andrei Ujica (Romania)

### Proiezioni di Mezzanotte
- Kaboom, regia di Gregg Araki (USA)
- L'autre monde, regia di Gilles Marchand (Francia/Belgio)

### Proiezioni speciali
- 5 X Favela, regia di Manaira Carneiro, Wagner Novais, Rodrigo Felha, Cacau Amaral, Luciano Vidigal, Cadu Barcelos e Luciana Bezerra (Brasile)
- Over Your Cities Grass Will Grow, regia di Sophie Fiennes (Paesi Bassi)
- Inside Job, regia di Charles Ferguson (USA)
- Nostalgie de la luz, regia di Patricio Guzmán (Cile)
- Draquila - L'Italia che trema, regia di Sabina Guzzanti (Italia)
- Chantrapas, regia di Otar Iosseliani (Georgia)
- Abel, regia di Diego Luna (Messico)
- Countdown to Zero, regia di Lucy Walker (USA)

### Un Certain Regard
- Blue Valentine, regia di Derek Cianfrance (USA)
- O estranho caso de Angélica, regia di Manoel de Oliveira (Portogallo)
- Les amours imaginaires, regia di Xavier Dolan (Canada)
- Los labios, regia di Iván Fund e Santiago Loza (Argentina)
- Simon Werner a disparu..., regia di Fabrice Gobert (Francia)
- Film socialisme, regia di Jean-Luc Godard (Svizzera/Francia)
- Unter dir die Stadt, regia di Christoph Hochhäusler (Germania/Francia)
- Hahaha, regia di Hong Sang-soo (Corea del Sud)
- Shang hai zhuan qi (I Wish I Knew), regia di Jia Zhangke (Cina)
- Rebecca H. (Return to the Dogs), regia di Lodge Kerrigan (USA)
- Pál Adrienn, regia di Agnes Kocsis (Ungheria/Paesi Bassi/Francia/Austria)
- Udaan, regia di Vikramaditya Motwane (India)
- Marti, dupa craciun, regia di Radu Muntean (Romania)
- I segreti della mente (Chatroom), regia di Hideo Nakata (Giappone)
- Aurora, regia di Cristi Puiu (Romania/Francia/Svizzera/Germania)
- Life Above All, regia di Oliver Schmitz (Sudafrica)
- Carancho, regia di Pablo Trapero (Argentina)
- Octubre di Daniel e Diego Vega (Perù)
- R U There, regia di David Verbeek (Taiwan)

## Settimana internazionale della critica

### Lungometraggi
- Sandcastle, regia di Boo Junfeng (Singapore)
- Kim Bok-nam sar-insageon-ui jeonmal, regia di Jang Cheol So (Corea del Sud)
- Armadillo, regia di Janus Metz (Danimarca)
- The Myth of an American Sleepover, regia di David Robert Mitchell (USA)
- Bi, dung so!, regia di Phan Dang Di (Vietnam/Francia/Germania)
- Sound of Noise, regia di Ola Simonsson e Johannes Stjarne Nilsson (Svezia/Francia)
- Belle Epine, regia di Rebecca Zlotowski (Francia)

### Proiezioni speciali
- Rubber, regia di Quentin Dupieux (Francia)
- Copacabana, regia di Marc Fitoussi (Francia)
- The Names of Love, regia di Michel Leclerc (Francia)

## Quinzaine des Réalisateurs
- Shit Year, regia di Cam Archer (USA)
- Two Gates of Sleep, regia di Alistair Banks Griffin (USA)
- Benda Bilili!, regia di Renaud Barre e Florent de la Tullaye (Francia)
- Pieds nus sur les limaces, regia di Fabienne Berthaud (Francia)
- Alting bliver godt igen, regia di Christoffer Boe (Danimarca/Svezia/Francia)
- Cleveland vs. Wall Street, regia di Jean-Stéphane Bron (Svizzera/Francia)
- Des filles en noir, regia di Jean-Paul Civeyrac (Francia)
- All Good Children, regia di Alicia Duffy (Irlanda/Belgio/Francia)
- Le quattro volte, regia di Michelangelo Frammartino (Italia/Germania/Svizzera)
- Siamo quello che mangiamo (Somos lo que hay), regia di Jorge Michel Grau (Messico)
- La casa muta (La casa muda), regia di Gustavo Hernández (Uruguay)
- Picco, regia di Philip Koch (Germania)
- The Light Thief, regia di Aktan Arym Kubat (Kirghizistan)
- Todos vós sodes capitáns, regia di Oliver Laxe (Spagna)
- La mirada invisible, regia di Diego Lerman (Argentina/Francia/Spagna)
- Illégal, regia di Olivier Masset-Depasse (Belgio/Lussemburgo/Francia)
- A alegria, regia di Marina Méliande e Felipe Braganca (Brasile)
- Un poison violent, regia di Katell Quillevéré (Francia)
- Año bisiesto, regia di Michael Rowe (Messico)
- Ha'Meshotet, regia di Avishai Sivan (Israele)
- Little Baby Jesus of Flandr, regia di Gust Vandenberghe (Belgio)
- Tiger Factory, regia di Woo Ming jin (Malaysia/Giappone)

### Proiezioni speciali
- Stones in Exile, regia di Stephen Kijak (Regno Unito)
- Boxing Gym, regia di Frederik Wiseman (USA)

### Cortometraggi
- Mary Last Seen, regia di Sean Durkin (USA)
- Petit tailleur, regia di Louis Garrel (Francia)
- Shikasha, regia di Hirabayashi Isamu (Giappone)
- Ett tyst barn, regia di Jesper Klevenas (Svezia)
- ZedCrew, regia di Noah Pink (Zambia/Canada)
- Cautare, regia di Ionut Piturescu (Romania)
- Shadows of Silence, regia di Pradeepan Raveendran (Francia)
- Licht, regia di Andre Schreuders (Paesi Bassi)
- Tre ore, regia di Annarita Zambrano (Italia)

## Giurie

### Concorso
- Tim Burton, regista (USA) - presidente
- Kate Beckinsale, attrice (Regno Unito)
- Alexandre Desplat, compositore (Francia)
- Giovanna Mezzogiorno, attrice (Italia)
- Alberto Barbera direttore del Museo nazionale del Cinema (Italia)
- Emmanuel Carrère, scrittore (Francia)
- Benicio del Toro, attore (Porto Rico)
- Víctor Erice, regista (Spagna)
- Shekhar Kapur, regista (India)

### Un Certain Regard
- Claire Denis, regista (Francia) - presidente

### Camera d'or
- Gael García Bernal, attore (Messico) - presidente

### Cinéfondation e cortometraggi
- Atom Egoyan, regista (Canada) - presidente
- Emmanuelle Devos, attrice (Francia)
- Dinara Droukarova, attrice (Russia)
- Carlos Diegues, regista (Brasile)
- Marc Recha, regista (Spagna)

## Palmarès

### Concorso
- Palma d'oro: Lo zio Boonmee che si ricorda le vite precedenti (lingua thai: ลุงบุญมีระลึกชาติ, RTGS: Loong Boonmee raleuk chat), regia di Apichatpong Weerasethakul (Thailandia/Spagna/Germania/Gran Bretagna/Francia)
- Grand Prix Speciale della Giuria: Uomini di Dio (Des hommes et des dieux), regia di Xavier Beauvois (Francia)
- Prix de la mise en scène: Mathieu Amalric - Tournée (Francia)
- Prix du scénario: Lee Chang-dong - Poetry (Corea del Sud)
- Prix d'interprétation féminine: Juliette Binoche - Copia conforme, regia di Abbas Kiarostami (Italia/Iran/Francia)
- Prix d'interprétation masculine: Javier Bardem - Biutiful, regia di Alejandro González Iñárritu (Messico/Spagna) ex aequo Elio Germano - La nostra vita, regia di Daniele Luchetti (Italia)
- Premio della giuria: Un homme qui crie, regia di Mahamat-Saleh Haroun (Francia/Belgio/Ciad)

### Un Certain Regard
- Premio Un Certain Regard: Ha ha ha, regia di Hong Sang-soo (Corea del Sud)
- Premio della giuria: Octubre di Daniel e Diego Vega (Perù)
- Premio per la miglior interpretazione: Victoria Raposo, Eva Bianco e Adela Sanchez - Los labios, regia di Iván Fund e Santiago Loza (Argentina)

### Settimana internazionale della critica
- Gran Premio Settimana internazionale della critica: Armadillo, regia di Janus Metz (Danimarca)
- Premio SACD: Bi, dung so!, regia di Phan Dang Di (Vietnam/Francia/Germania)
- Premio ACID: Bi, dung so!, regia di Phan Dang Di (Vietnam/Francia/Germania)
- Premio della Giovane Critica: Sound of Noise, regia di Ola Simonsson e Johannes Stjarne Nilsson (Svezia/Francia)

### Quinzaine des Réalisateurs
- Premio Art Cinéma: Pieds nus sur les limaces, regia di Fabienne Berthaud (Francia)
- Premio Europa Cinema Label: Le quattro volte, regia di Michelangelo Frammartino (Italia/Germania/Svizzera)
- Premio SACD: Illégal, regia di Olivier Masset-Depasse (Belgio/Lussemburgo/Francia)

### Altri premi
- Caméra d'or: Año bisiesto, regia di Michael Rowe (Messico)
- Premio Fipresci:
  - Concorso: Tournée, regia di Mathieu Amalric (Francia)
  - Un Certain Regard: Pál Adrienn, regia di Agnes Kocsis (Ungheria/Paesi Bassi/Francia/Austria)
  - Sezioni collaterali: Todos vós sodes capitáns, regia di Oliver Laxe (Spagna)
- Premio della Giuria Ecumenica: Uomini di Dio (Des hommes et des dieux), regia di Xavier Beauvois (Francia)
  - Menzione speciale della Giuria Ecumenica: Poetry, regia di Lee Chang-dong (Corea del Sud) e Another Year, regia di Mike Leigh (Regno Unito)